# Vera Constantinovna da Rússia (1906–2001)
Vera Constantinovna da Rússia, (em russo: Вера Константиновна), (24 de abril de 1906 – 11 de janeiro de 2001) foi a filha mais nova do grão-duque Constantino Constantinovich da Rússia e da sua esposa, Isabel Mavrikievna (Isabel Augusta de Saxe-Altemburgo). Uma bisneta do czar Nicolau I da Rússia, Vera nasceu nos tempos da Rússia Imperial e foi uma amiga dos filhos mais novos do czar Nicolau II. Perdeu muita da sua família durante a Primeira Guerra Mundial e a Revolução Russa. Com doze anos fugiu da Rússia revolucionária juntamente com a mãe e o irmão Jorge para a Suécia. Passou o resto da sua longa vida no exílio, primeiro na Europa e a partir dos anos cinquenta nos Estados Unidos.

## Nascimento e Infância

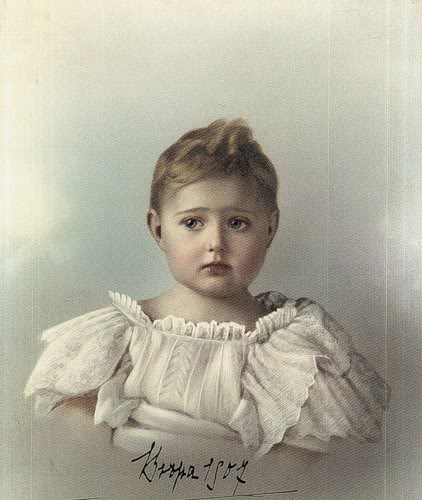
Vera Constantinovna

A princesa Vera Constantinovna da Rússia nasceu em Pavlovsk no dia 24 de abril de 1906. Era a mais nova dos nove filhos do grão-duque Constantino Constantinovich da Rússia e da sua esposa, a grã-duquesa Isabel Mavrikievna, nascida princesa Isabel de Saxe-Altemburgo. Vera Constantinovna viveu os seus primeiros anos de vida no esplendor dos últimos tempos da Rússia Imperial. O seu pai, um respeitado poeta, era primo em segundo grau do czar Nicolau II. Os pais queriam chamá-la Mariana, em honra da irmã preferida da sua mãe, a princesa Maria Ana de Saxe-Altemburgo, mas a sua tia paterna, a grã-duquesa Vera Constantinovna da Rússia, insistiu que a sua sobrinha devia ter o seu nome. Os seus padrinhos eram o seu irmão, o grão-duque Constantino Constantinovich da Rússia, e a imperatriz Alexandra Feodorovna. 
A princesa Vera tinha oito anos de idade quando o arquiduque Francisco Fernando da Áustria foi assassinado e rebentou a Primeira Guerra Mundial no Verão de 1914. Vera encontrava-se com os seus pais e o irmão Jorge na Alemanha a visitar os seus parentes do lado materno em Altemburgo na altura. O conflito apanhou-os de surpresa e cercou-os no país inimigo. Foi graças à intervenção da imperatriz alemã, Augusta Vitória de Schleswig-Holstein que a família pôde regressar à Rússia. Os irmãos mais velhos de Vera juntaram-se ao exército russo durante o conflito e o seu irmão favorito, Oleg, foi morto durante uma batalha. Como era muito nova, Vera não esteve presente no funeral. Esta forte foi apenas a primeira de muitas que ocorreriam na família nos anos que se seguiram.
No ano seguinte, o seu pai morreu devido a um ataque cardíaco que Vera presenciou. Numa carta ao seu irmão, descreveria mais tarde que estava sentada com o seu pai no escritório quando o grão-duque começou a arfar. A princesa conseguiu empurrar uma porta pesada, afastando várias plantas que a separavam da sala da mãe e correu até ela dizendo que o pai não conseguia respirar. A mãe correu atrás dela, mas quando ambas chegaram o grão-duque já estava morto.

## Revolução

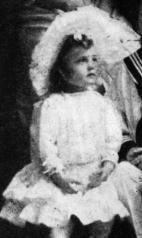
Vera Constantinovna

Após a morte do seu pai em 1916, Vera mudou-se com a mãe e o irmão Jorge para o Palácio de Mármore em Petrogrado, deixando o Palácio de Pavlovsk ao seu irmão mais velho, o príncipe João Constantinovich. Durante o período caótico do Governo Provisório e após a Revolução de Outubro, a princesa Vera, a mãe e o irmão Jorge ficaram em Pavlovsk. Durante algum tempo, a família viveu precariamente e a sua mãe foi obrigada a vender os seus bens para conseguir manter a família. Ficaram no palácio até ao verão de 1918, quando a revolução os obrigou a deixá-lo e a mudar-se para um apartamento na cidade.
Durante a Revolução Russa, quatro dos irmãos de Vera foram presos pelos bolcheviques. Apenas o príncipe Gabriel foi eventualmente libertado. Os restantes três (João, Constantino e Igor) foram mortos em Alapaevsk, juntamente com outros parentes no dia 18 de Julho de 1918.
Inicialmente, a grã-duquesa Isabel Mavrikievna não queria deixar a Rússia, pois ainda recordava as palavras do seu falecido marido que tinha dito que se alguma vez a Rússia estivesse em necessidade, era o dever dos Romanov ajudar. No entanto, como a situação da família se tornava cada vez mais perigosa, Isabel aceitou a proposta de asilo da sua amiga, a rainha Vitória da Suécia, que foi feita através do embaixador sueco Brandstrem.
Partindo de Kronstadt, Vera, na altura com doze anos, fugiu para a Suécia a bordo do navio Angermânia em Outubro de 1918 juntamente com a mãe, o irmão Jorge e os seus sobrinhos, o príncipe Teymuraz Constantinovich e a princesa Natália Constantinovna quando receberam autorização dos bolcheviques para serem levados por mar para a Suécia via Tallinn para Helsinquia e depois via Mariehamn para Estocolmo. No porto de Estocolmo foram recebidos pelo príncipe Gustavo Adolfo que os levou para o palácio real.

## Exílio

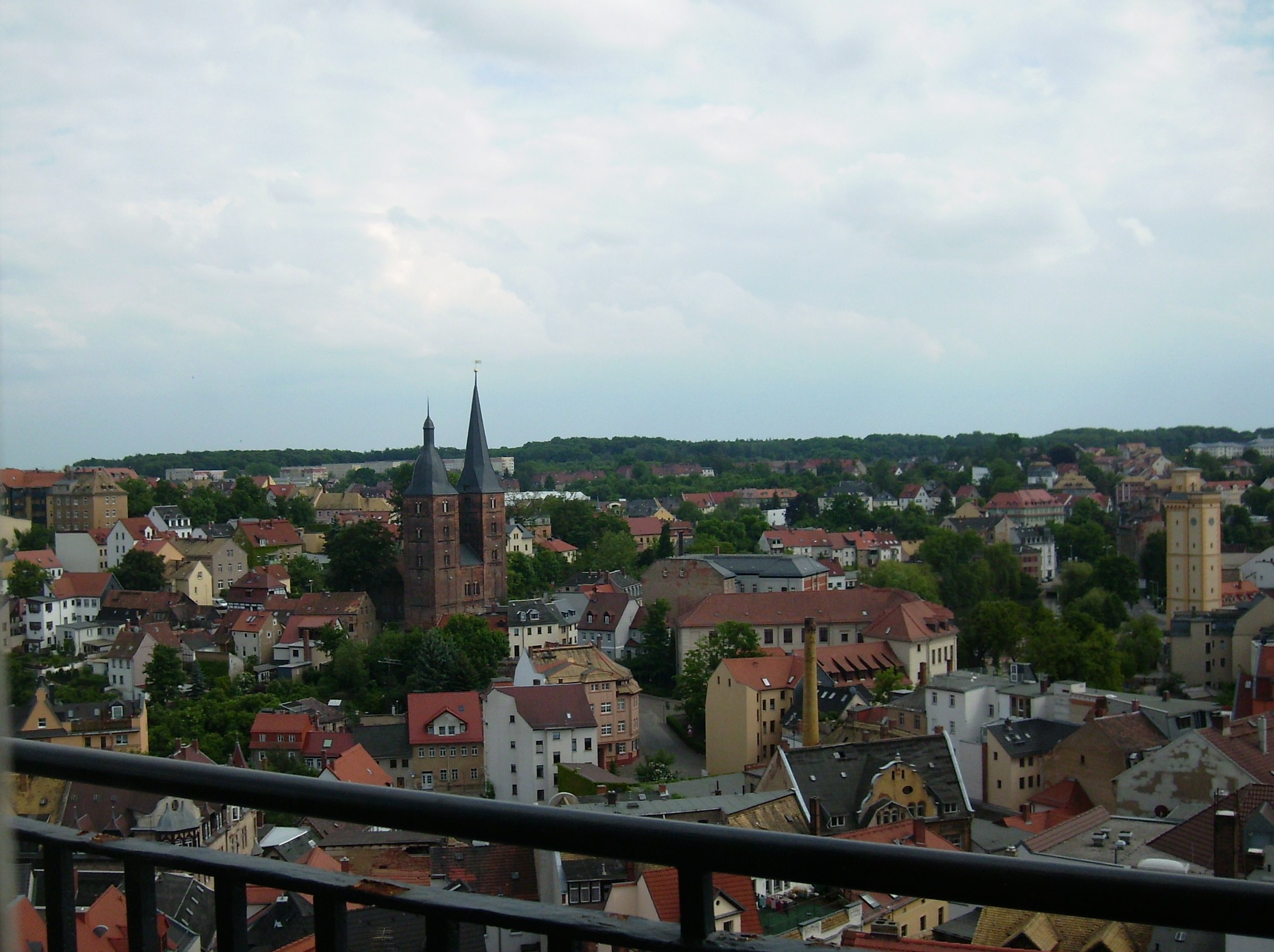
Altemburgo, onde a princesa viveu durante 30 anos.

Vera viveu com a mãe e o irmão na Suécia durante dois anos, primeiro em Estocolmo e depois em Saltsjöbaden. Como a Suécia era um país demasiado caro para a família, os três mudaram-se para a Bélgica a convite do rei Alberto I. Mais tarde Vera e a mãe mudaram-se para a Alemanha, ficando em Altemburgo, o antigo ducado do tio de Vera, o duque Ernesto II de Saxe-Altemburgo. Isabel Mavrikievna passou a viver no castelo ancestral da sua família perto de Leipzig, na pequena cidade de Altemburgo. A princesa Vera juntou-se à mãe meio ano mais tarde depois de ter passado algum tempo em Oberstdorf, na região de Allgäu, nos Alpes da Baviera, a recuperar de um ataque de tuberculose.
A sua mãe morreu de cancro no dia 24 de março de 1927 em Lípsia. Sozinha e sem meios de subsistência, Vera mudou-se para a Baviera com alguns amigos e pouco depois foi para Londres com o irmão, o príncipe Jorge. Quando o seu irmão se mudou para Nova Iorque dois anos depois, Vera regressou a Altemburgo onde passou os trinta anos que se seguiram. O príncipe Jorge morreu em Nova Iorque em 1938. A princesa Vera passou os anos difíceis da Segunda Guerra Mundial na Alemanha. Durante a guerra, trabalhou como tradutora num campo de prisioneiros de guerra, mas os oficiais alemães retiram-na de lá pouco depois quando descobriram que a princesa tinha tentado ajudar alguns prisioneiros.
Durante muitos anos, como mais tarde recordou, Vera foi assombrada pelos acontecimentos da Revolução. Escreveu: “Costumava ter sempre o mesmo sonho. Estava de costas para uma cova e tinha a sensação de que me iam fuzilar. O meu despertar era ainda mais aterrorizador do que o sonho porque ficava sempre com medo de abrir os olhos e ver que eles tinham mesmo chegado para me levar a ser executada.”

No final da Segunda Guerra Mundial, em inícios de 1945, as tropas americanas ocuparam Altemburgo. Quando soube que, segundo a Conferência de Potsdam, Altemburgo iria pertencer à zona de ocupação soviética, a princesa Vera fugiu a pé. Juntamente com o seu primo, o príncipe Ernesto Frederico de Saxe-Altemburgo, teve de percorrer duzentos e quarenta quilómetros a pé em doze dias para fugir das tropas soviéticas que avançavam pelo país. Quando estava em segurança, a princesa Vera passou a residir em Hamburgo, a 5 de Janeiro de 1946. Até 1949, trabalhou como tradutora no ramo britânico da Cruz Vermelha e depois no Centro Médico DP. Quando este fechou, trabalhou na recepção de outra instituição britânica. Vera não era cidadã de nenhum país, pois possuía apenas um passaporte Nansen ambíguo que lhe dava a possibilidade de viajar para qualquer país, mas não lhe fornecia a protecção de qualquer estado. Apesar disso, Vera recusou a protecção que lhe foi oferecida por vários estados europeus, uma vez que se considerava russa. "Não fui eu que abandonei a Rússia", declarou em certa ocasião, "foi a Rússia que me abandonou a mim".

## Últimos anos
Em 1951 Vera mudou-se para os Estados Unidos. Durante as décadas que se seguiram viveu em Nova Iorque onde participava activamente em trabalhos de caridade, mas via algumas comunidades de imigrantes e alguns dos seus pedidos com cepticismo. Não tinha o sentimento patriótico e nostálgico da maioria deles, mas sim memórias da sua infância feliz e da sua família perdida. Quanto aos muitos curiosos que a visitavam, via-os com diversão e achava-os bastante ignorantes. Não compreendia aqueles que falavam da família imperial como santos. Quando questionada sobre a família, contava histórias sobre a sua humanidade e mau-comportamento. Para ela os filhos do czar continuavam a ser os seus companheiros de infância, não figuras de adoração. Também achou a canonização dos seus parentes, incluindo os seus irmãos e tio, confusa e peculiar. Vera escreveu quatro pequenos artigos sobre a sua vida para a revista "Kadetskaya pereklichka", publicada pela União de Cadetes Russos em Nova Iorque.
A princesa Vera era uma espécie de figura histórica, sendo o último membro sobrevivente da família Romanov que ainda se lembrava da Rússia Imperial. Os seus dois irmãos e irmã que conseguiram abandonar o país morreram antes dela. O príncipe Gabriel Constantinovich da Rússia morreu em 1955 sem deixar herdeiros, bem como o irmão Jorge que morreu com apenas trinta e três anos em 1938. A sua irmã, a princesa Tatiana Constantinovna da Rússia, acabou por se tornar uma freira ortodoxa após ficar viúva por duas vezes. Morreu em Jerusalém em 1970.
Vera morreu no lar da Fundação Tolstoy em Nyack, Nova Iorque, no dia 11 de janeiro de 2001, aos noventa e quatro anos. Foi enterrada ao lado do seu irmão Jorge Constantinovich no Cemitério Ortodoxo de Novo-Diveyevo em Nanuet, Nova Iorque. De todos os membros da família Romanov, apenas a sua sobrinha Catarina Ivanovna viveu mais do que ela. Vera nunca se casou e não teve filhos. Na primavera de 2007, o Palácio de Pavlovsk, onde ela tinha nascido, organizou uma exposição sobre ela e a sua família, comemorando aquele que seria o seu 101º aniversário.

## Genealogia
| Vera Constantinovna da Rússia | Pai: Constantino Constantinovich da Rússia                  | Avô paterno: Constantino Nikolaevich da Rússia | Bisavô paterno: Nicolau I da Rússia                       |
| Vera Constantinovna da Rússia | Pai: Constantino Constantinovich da Rússia                  | Avô paterno: Constantino Nikolaevich da Rússia | Bisavó paterna: Alexandra Feodorovna (Carlota da Prússia) |
| Vera Constantinovna da Rússia | Pai: Constantino Constantinovich da Rússia                  | Avó paterna: Alexandra Iosifovna               | Bisavô paterno: José de Saxe-Altemburgo                   |
| Vera Constantinovna da Rússia | Pai: Constantino Constantinovich da Rússia                  | Avó paterna: Alexandra Iosifovna               | Bisavó paterna: Amélia de Württemberg                     |
| Vera Constantinovna da Rússia | Mãe: Isabel Mavrikievna (Isabel Augusta de Saxe-Altemburgo) | Avô materno: Maurício de Saxe-Altemburgo       | Bisavô materno: Jorge de Saxe-Altemburgo                  |
| Vera Constantinovna da Rússia | Mãe: Isabel Mavrikievna (Isabel Augusta de Saxe-Altemburgo) | Avô materno: Maurício de Saxe-Altemburgo       | Bisavó materna: Maria Luísa de Mecklemburgo-Schwerin      |
| Vera Constantinovna da Rússia | Mãe: Isabel Mavrikievna (Isabel Augusta de Saxe-Altemburgo) | Avó materna: Augusta de Saxe-Meiningen         | Bisavô materno: Bernardo II de Saxe-Meiningen             |
| Vera Constantinovna da Rússia | Mãe: Isabel Mavrikievna (Isabel Augusta de Saxe-Altemburgo) | Avó materna: Augusta de Saxe-Meiningen         | Bisavó materna: Maria Frederica de Hesse-Cassel           |